# Női 3 méteres szinkronugrás a 2015-ös mű- és toronyugró-Európa-bajnokságon
A 2015-ös mű- és toronyugró-Európa-bajnokságon a női 3 méteres szinkronugró versenyszámát június 13-án rendezték meg a Neptun Swimming Poolban.
A hét párost felvonultató mezőnyben az olasz Tania Cagnotto, Francesca Dallapé kettős – egymást követően hetedik alkalommal – végzett az első helyen. A német Tina Punzel, Nora Subschinski páros végzett a második helyen, míg az oroszok versenyzői, Nagyezsda Bazsina és Krisztina Ilinih szerezte meg a bronzérmet. A Kormos Villő, Gondos Flóra magyar duó a hatodik helyezettként jutott tovább a selejtezőből, a döntőben viszont már senkit nem tudott megelőzni.
Mivel a döntőt 12 páros részére írták ki, így mind a hét résztvevő indulhatott.

## Versenynaptár
Az időpontok helyi idő szerint olvashatóak (GMT +01:00).
| Dátum                     | Időpont | Forduló   |
| ------------------------- | ------- | --------- |
| 2015. június 13., szombat | 10:00   | Selejtező |
| 2015. június 13., szombat | 14:00   | Döntő     |

## Eredmény
| # | Versenyző                          | Ország             | Selejtező | Selejtező | Döntő  | Döntő   |
| # | Versenyző                          | Ország             | Pontok    | Rangsor   | Pontok | Rangsor |
| - | ---------------------------------- | ------------------ | --------- | --------- | ------ | ------- |
|   | Tania Cagnotto Francesca Dallapè   | Olaszország (ITA)  | 308,49    | 1         | 313,08 | 1       |
|   | Tina Punzel Nora Subschinski       | Németország (GER)  | 297,30    | 3         | 302,70 | 2       |
|   | Nagyezsda Bazsina Krisztina Ilinih | Oroszország (RUS)  | 300,30    | 2         | 298,50 | 3       |
| 4 | Hanna Piszmenszka Olena Fedorova   | Ukrajna (UKR)      | 280,20    | 4         | 290,10 | 4       |
| 5 | Inge Jansen Uschi Freitag          | Hollandia (NED)    | 279,00    | 5         | 282,00 | 5       |
| 6 | Iira Laatunen Taina Karvonen       | Finnország (FIN)   | 239,34    | 7         | 265,32 | 6       |
| 7 | Kormos Villő Gondos Flóra          | Magyarország (HUN) | 269,94    | 6         | 255,93 | 7       |